# دفع (فيزياء)

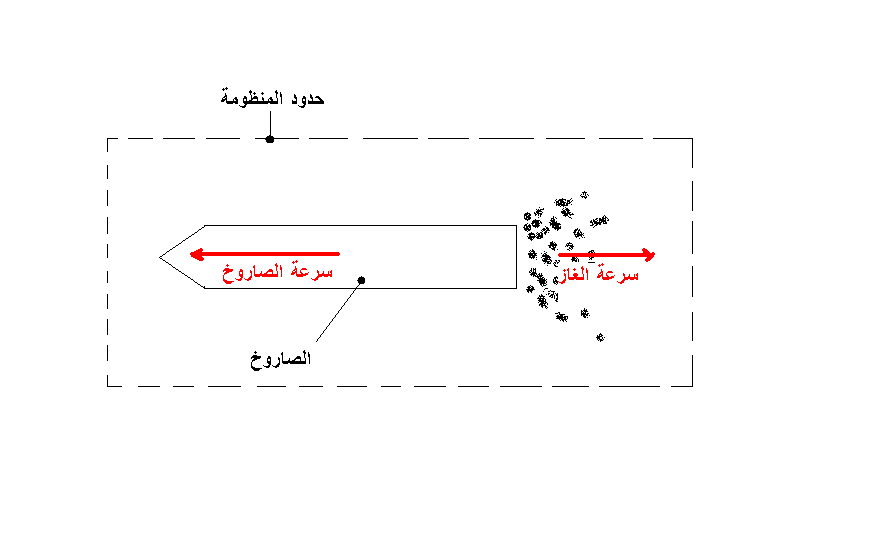
فكرة الصاروخ

الدفع رد فعل القوة فعندما تؤثر قوة على جسم ما فتكسبه تسارع تتناسب طرديا مع القوة المؤثرة وعكسيا مع كتلة الجسم. الدفع مثلا هو قوة الغاز التي تندفع من محرك نفاث أو محرك صاروخي وتخرج كعادم. أبسط طريقة لتحقيق ومشاهدة الدفع عندما ننفخ بالونا وبدلا من ان حزم فوهته نتركه في الهواء، نجد أن اندفاع الهواء خارجا من البالون «يدفعه» في اتجاه معاكس لاتجاه خروج الهواء منه. تطبق تلك الظاهرة على المحرك النفاث والمحرك الصاروخي.
تقاس قوة الدفع بالنيوتن، حيث وزن 1 كيلوجرام = 10 نيوتن.

## أمثلة

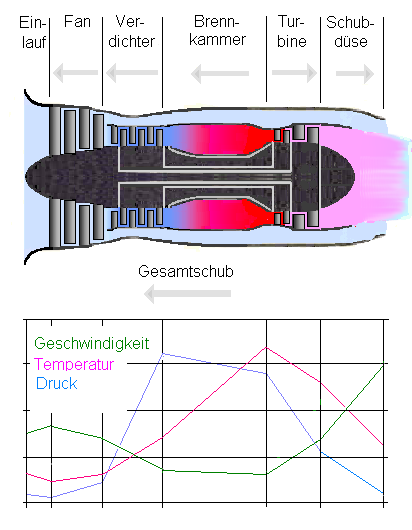
محرك نفاث : الدفع ، والسرعة Geschwindigkeit ، ودرجة الحرارة Temperatur ، والضغط
Druck.

الطائرات النفاثة تجمع هواء خلال المحرك النفاث فيختلط برذاذ الوقود ويشتعلان بدرجة حرارة عالية، فيتمدد الغاز الناتج تمددا شديدا ويندفع خلف المحرك بقوة، مما يجعل الطائرة تتحرك إلى الأمام، أي في عكس اتجاه اندفاع غاز العادم.
الدفع الأمامي يتناسب طرديا مع كتلة الغاز X وسرعة الغاز. ويسمى حاصل ضرب الكتلة في السرعة كمية الحركة.
بالنسبة للطائرة ذات الإقلاع العمودي فهي ترتفع إلى أعلى عندما يكون الدفع أكبر من قوة ثقلها. وعلما بأن وزن الطائرة «هارير» يبلغ 17 طنا (17.000 كيلوجرام) فيبلغ دفع محركاتها 200.000 ونيوتن، مما يكفي لرفعها إلى أعلى.
أما في الطائرات العادية التي تقلع على ممر طويل فهي لا تحتاج إلا إلى دفع يساوي جزء فقط من وزنها وذلك لأن الأجنحة تساعد في عملية رفع الطائرة وحملها في الهواء.

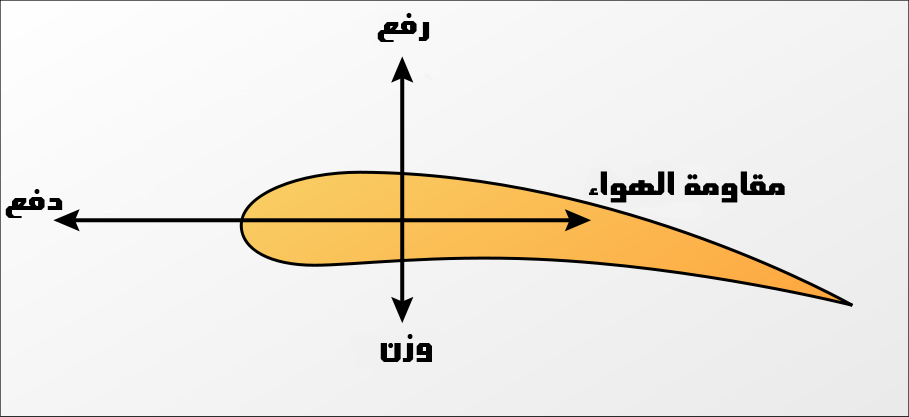
القوى الناشئة على جناح الطائرة. المحركات تدفع إلى الأمام والأجنحة ترفع وتحمل الطائرة في الهواء.

ويمكن إنتاج الدفع العكسي للمساعدة على كبح السرعة بعد هبوط الطائرة على الأرض وذلك عن طريق عكس انحناء شفرات المراوح ذات الميلان المتغير (كما في حالة المحركات ذات المراوح)، أو تشغيل عاكس الدفع Thrust reversal الموجود في المحرك النفاث. الطائرات ذات المحرك الدوار كالمروحية أو الهليوكبتر، والطائرات ذات الإقلاع العمودي، والطائرات ذات الهبوط القصير جدا جميعهم يستخدمون دفع المحرك لدعم حركة الطائرة.
محركات الزوارق تنتج الدفع أو الدفع العكسي عندما تعمل المراوح لتسارع الماء للخلف أو للأمام، فناتج ذلك يدفع القارب بنفس الزخم ولكن بالاتجاه المعاكس.

## دفع الصاروخ

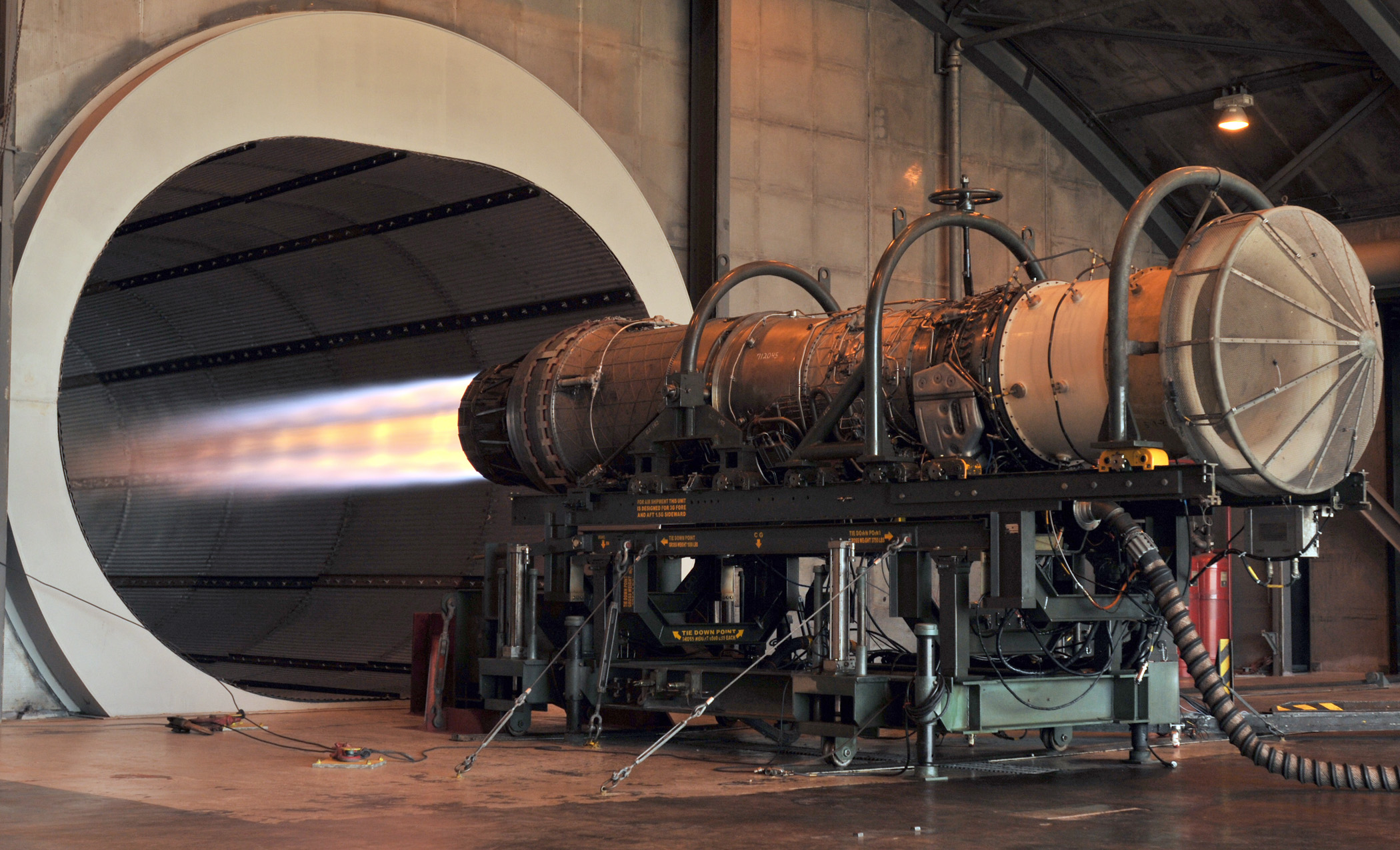
إحتراق الوقود في الصاورخ وإندفاع كتلة الغاز المحترق للخلف

يندفع جسم الصاروخ بواسطة قوة دفع تتناسب مع معدل احتراق الوقود، وتندفع كتلة الغاز المحترق إلى الخلف بالسرعة v ، فتكون معادلة الدفع كالآتي:
{\displaystyle F=v{\frac {dm}{dt}}}
حيث: F  الدفع المولد أو قوة الدفع.
v: سرعة العادم.
{\displaystyle {\frac {dm}{dt}}} معدل تغير كمية الوقود مع الزمن، أو ما يسمى «معدل الاحتراق».
يمكن كتابة المعادلة السابقة على النحو التالي:
{\displaystyle F\cdot \Delta t=\Delta m\cdot v_{s}}
F: الدفع
Δt: زمن احتراق الوقود
Δm: كمية الوقود المحترقة
vs: سرعة اندفاع الغازات من المحرك.
ونظرا لكون الدفع {\displaystyle F={\text{const.}}} ثابتا، نحصل على السرعة النهائية
{\displaystyle v_{t}} باعتبار أن السرعة الابتدائية كانت مساوية للصفر {\displaystyle v_{0}=0} ، حيث كتلة الصاروخ (نفسه)
{\displaystyle m_{\mathrm {R} }} وكتلة الوقود
{\displaystyle m_{\mathrm {T} }}:
{\displaystyle v_{t}=v_{\mathrm {s} }\cdot \ln {\frac {m_{\mathrm {R} }+m_{\mathrm {T} }}{m_{\mathrm {R} }}}} 
تسمى تلك المعادلة «المعادلة الأساسية للصاروخ».
وهذا معناه أن السرعة النهائية للصاروخ تتناسب طرديا مع سرعة اندفاع الغازات (في العادة تكون نحو 4500 متر/الثانية) ونسبة الكتلة الأولية إلى الكتلة النهائية (حيث يحترق الوقود ويخف الصاروخ، وهذه النسبة تبلغ في العادة 30:1 إلى 100:1).
من المهام الرئيسية للمحرك الصاروخي هو التغلب على الجاذبية. لذلك لا بد للصاروخ توليد سرعة الإفلات البالغة
{\displaystyle v_{\mathrm {e} }\approx 11200\,\mathrm {m/s} } (حيث e من كلمة escape)، لكي يغادر الأرض ويصل إلى مدار حول الأرض.
في حالة صاروخ حامل تكون الكتلة النهائية مساوية تقريبا للحمولة المراد ارسالها إلى مدار حول الأرض (قمر صناعي مثالا).
, في حالة الصاروخ الحامل أريان 5 G : الكتلة تعادل نحو 750 طن،
الحمولة ≈ 20& nbsp;t طن، توصل إلى مدار منخفض حول الأرض (أو حمولة 7 طن للوصول إلى المدار الجغرافي الثابت (ارتفاع 8و35 ألف كيلومتر حول الأرض)، الدفع الابتدائي للصاروخ ≈12.000 كيلو نيوتن، النهاية العظمي للدفع ≈14.400 كيلو نيوتن.
كل محرك من محركات مكوك الفضاء الثلاث تنتج قوة دفع تساوي 1.8 ميغا نيوتن، وصواريخ التعزيز التي تعمل بالوقود الصلب (عددها اثنان) ينتج كل واحد منهما 14.4 ميغا نيوتن، فيكون إجمالي الدفع 34.8 ميغا نيوتن. وهذا أكبر بالمقارنة مع كتلة مكوك الفضاء ومحركاته الصاروخية أثناء الإقلاع والتي تبلغ 2,040,000 كيلوجرام، ومن ثم يكون وزنها 20 ميغا نيوتن.
وعلى النقيض فإن المحركات التي يلبسها رواد الفضاء للتنقل خارج المركبة مثل لوحدة مأهولة للمناورة فلها 24 محرك دافع مقدار قوة كل منها 3.56 نيوتن. وتستخدم للحركة البطيئة لرائ الفضاء وتوجيه حركته أثناء تأدية أشغال خارج مركبة فضائية.
تعتبر محركات مواصفات جي إي 90-115بي (GE90-115B) المستخدمة على طائرات بوينغ 777 وحسب موسوعة جينيس أقوى محرك نفاث للأغراض المدنية حتى الآن، عند التجربة أعطى دفع مقداره 569 كيلو نيوتن.